# Vlag van Närke

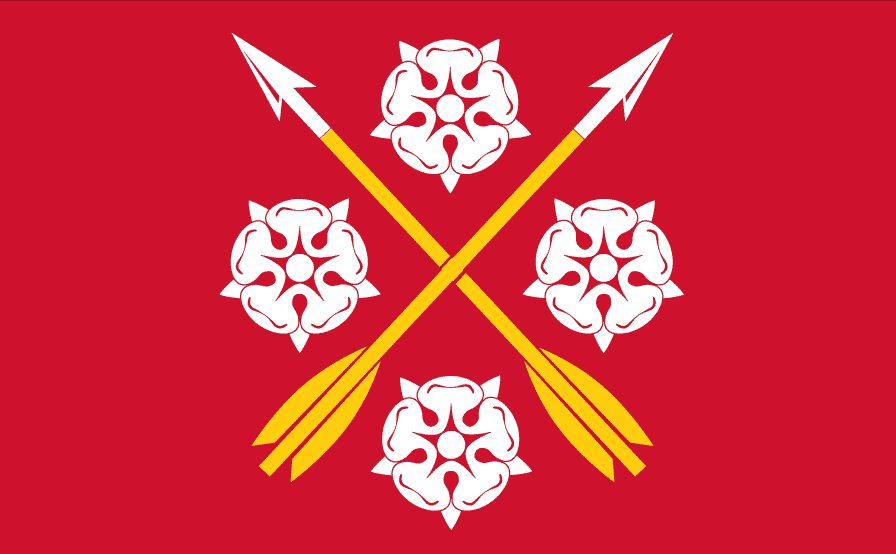
Vlag van Närke

De vlag van Närke is de vlag van Närke, een landschappen in Zweden. De vlag bestaat uit een rood veld met twee gekruiste gouden pijlen met witte punten, in elke hoek vergezeld van een witte roos. Het is een rechthoekige banier van het wapen van deze Zweedse landschap.
Het wapen werd opgenomen in de processie bij de begrafenis van Gustaaf Wasa in 1560 en is sindsdien onveranderd gebleven.